# Jacqueline Weigand

Statue von Waldemar Reichhard, des „Knoblauchkönigs“

Jacqueline Weigand, Geburtsname: Jacqueline Anne Roland, (* 6. Oktober 1930 in East St. Louis, Illinois, Vereinigte Staaten; † 6. Februar 2012 in Wiesbaden) war eine deutsch-amerikanische Malerin.
Ölgemälde von J. Weigand: Mädchen im roten Kleid
 Externer Weblink

## Leben
Jacqueline Weigand studierte zwischen 1948 und 1952 an der South Western University in Memphis, Tennessee. In das Jahr 1952 fiel ein Aufenthalt in Salzburg, wo sie im Rahmen eines Europa-Stipendiums am Mozarteum studierte.
Sie hielt sich ab dem Jahr 1954 dauerhaft in Wiesbaden auf und besuchte am Anfang ihrer Ausbildung die Malerei-Kurse von Adolf Presber. Sie wurde Mitglied des 1951 gegründeten Wiesbadener Künstlerkreises und veranstaltete im Weißen Haus in Wiesbaden Kulturprogramme für Soldaten. Später schloss sie sich der Künstlergruppe 50 um Christa Moering an. Zwischen 1979 und 2002 war sie Dozentin für Portraitmalerei und Zeichnen an der Volkshochschule Wiesbaden.

## Werk
Porträts galten als ihre große Stärke. Jacqueline Weigand gelang es, das Charakteristische eines Menschen genau einzufangen, indem sie – bei Beibehaltung einer realistischen Kunstauffassung – das Typisch-Einmalige des Individuums herausarbeitete. Das gilt auch für ihren Entwurf des 2009 vom Mainzer Bildhauer Reinhold Petermann geschaffenen Denkmals des Knoblauch-Königs, eines Wiesbadener Originals, dessen lebensgroße Bronze-Skulptur in der Kleinen Schwalbacher Straße aufgestellt wurde.

## Ehrungen
Ausstellungen im Rhein-Main-Gebiet, dem Rheingau, Idstein, Görlitz, Andernach und Alzey und
- Museum of Natural History, New York City
- Fine Arts Gallery, Pittsburgh
- Legacy Gallery, Hot Springs, Arkansas[1], sowie
- 2010: Jubiläumsschau der Künstlervereinigung Gruppe 50 aus Anlass des 60-jährigen Bestehens im Wiesbadener Rathaus
- 2013: Ausstellung In Erinnerung an Jacqueline Weigand im Wiesbadener Rathaus